# Neoperla tuberculata
Neoperla tuberculata is een steenvlieg uit de familie borstelsteenvliegen (Perlidae). De wetenschappelijke naam van de soort is voor het eerst geldig gepubliceerd in 1937 door Wu.